# A View from the Top of the World
A View from the Top of the World es el decimoquinto álbum de estudio de la banda estadounidense de metal progresivo, Dream Theater, cuyo lanzamiento ocurrió el 22 de octubre de 2021. Este es el primer álbum que se graba en su propio estudio, DTHQ (Dream Theater Headquarters), y el primero desde Black Clouds & Silver Linings (2009) que incluye menos de nueve pistas. Además, es su primer álbum desde Dream Theater (2013) que ambos contienen una pista de al menos diez minutos de duración y terminan con la pista más larga.
Es el último álbum grabado con Mike Mangini en la batería, antes que abandonara la banda tras el regreso de su miembro fundador Mike Portnoy en 2023.

## Antecedentes y grabación
La banda comenzó a trabajar en A View from the Top of the World aproximadamente un año después del lanzamiento de su último álbum, Distance over Time (2019). Metal Addicts informó en abril de 2020 que Dream Theater (que recientemente había reprogramado y finalmente cancelado sus planes de gira debido a la pandemia de COVID-19) planeaba trabajar en un nuevo álbum en 2021. Sobre la dirección del álbum, el guitarrista John Petrucci declaró en una entrevista de agosto de 2020 con Ultimate Guitar: "El proyecto de ocho cuerdas con Ernie Ball Music Man es algo en lo que estamos trabajando y esperamos haber desarrollado a medida que avanza este año. Espero que en el próximo disco de Dream Theater podré explorar eso". La guitarra de 8 cuerdas finalmente apareció en el tema "Awaken The Master", siendo así el de más grave afinación y uno de los más pesados grabados hasta el momento por la banda. Petrucci confirmó más tarde, durante una entrevista de octubre de 2020 con Revolver, que, en las próximas semanas, la banda se dirigiría a DTHQ (el estudio recién construido de la banda) para comenzar con un nuevo álbum.
Cuatro de los cinco miembros escribieron juntos en el estudio, mientras que el líder James LaBrie contribuyó a través de las reuniones de Zoom de forma remota desde Canadá, para no arriesgarse a comprometer su voz. Cuando se le preguntó en una entrevista sobre el progreso del álbum, Petrucci dijo que las sesiones de escritura habían "tenido un gran comienzo". Estas sesiones se extendieron durante los siguientes cuatro meses hasta marzo, después de lo cual LaBrie, por fin, voló desde Canadá para reunirse con ellos en Nueva York para grabar voces. Esta sesión de grabación también marcó la primera colaboración de Dream Theater con Andy Sneap, quien masterizó y mezcló el álbum, habiendo trabajado recientemente con Petrucci en su segundo álbum en solitario Terminal Velocity (2020).
Dream Theater anunció el álbum el 26 de julio de 2021, revelando las iniciales de cada uno de los títulos de las siete canciones y sus respectivos tiempos de ejecución. Dos días después, el nombre del álbum, A View from the Top of the World, fue revelado y está previsto que se publique el 22 de octubre de 2021. El primer sencillo del álbum, "The Alien", fue lanzado el 13 de agosto de 2021. El segundo sencillo del álbum, "Invisible Monster", fue lanzado el 22 de septiembre de 2021.

## Lista de canciones
| N.º | Título                             | Duración |  |
| 1.  | «The Alien»                        | 9:32     |  |
| 2.  | «Answering the Call»               | 7:35     |  |
| 3.  | «Invisible Monster»                | 6:31     |  |
| 4.  | «Sleeping Giant»                   | 10:05    |  |
| 5.  | «Transcending Time»                | 6:25     |  |
| 6.  | «Awaken the Master»                | 9:47     |  |
| 7.  | «A View from the Top of the World» | 20:24    |  |

## Personal
Dream Theater
- James LaBrie - voz principal
- John Petrucci - guitarras, producción
- John Myung - bajo
- Jordan Rudess - teclados, sintetizadores, arreglo
- Mike Mangini - batería, percusión

Personal técnico
- James "Jimmy T" Meslin - ingeniería
- Andy Sneap - Masterización y mezcla
- Hugh Syme - ilustraciones